# Mia Molinari
Mia Molinari (Piacenza, 19 novembre 1971) è una ballerina italiana.

## Carriera
Mia Molinari ha iniziato a studiare danza all'età di sei anni, e a dodici ha ottenuto la sua prima borsa di studio. Dopo aver lavorato a Cuba con la compagnia del Ballet National, a diciassette anni è tornata in Italia, lavorando quindi in Zorba il greco, Carmen e Aida.
Nel 1989 ha debuttato in televisione come prima ballerina di Serata d'onore, con le coreografie di Franco Miseria. Sono seguite numerose trasmissioni come Fantastico 12, Buona Domenica, Simpaticissima, La Corrida. Ha fatto parte del corpo di ballo del Festival Clown D'Oro, presentato da Pippo Baudo, nel 1992 in qualità di prima ballerina in coppia con Francesco Costanzo, il coreografo del festival. Ha inoltre fatto parte del cast di In famiglia nel 2001 e di Amici nel 2011 per insegnare esclusivamente a Giuseppe Giofrè.